# 50251 Iorg
50251 Iorg este un asteroid din centura principală de asteroizi.

## Descriere
50251 Iorg este un asteroid din centura principală de asteroizi. A fost descoperit pe 30 ianuarie 2000 în cadrul proiectului CSS. Asteroidul prezintă o orbită caracterizată de o semiaxă mare de 2,77 ua, o excentricitate de 0,13 și o înclinație de 2,9° în raport cu ecliptica.